# Valömasten

Valömasten är en 331 meter hög fackverksmast som används för att sända FM-radio och markbundna TV-sändningar nära Östhammar, nordost om Uppsala i Östhammars kommun, Uppland
Masten är en av fyra lika höga master:
- Brudaremossenmasten i Göteborgs kommun
- Arbråmasten i Ovanåkers kommun
- Kisamasten i Kinda kommun

Kuriosa: Det var från denna mast som sista spåren efter den troligen mördade tvåbarnsmamman Gülay Karagöz från Uppsala, registrerades. Det sista mobilsamtalet registrerades från Valösändaren i september 2005.
Det är även denna mast som sänder uppkoppling till masten på Vässarö, en populär ö för scouter.